# Pic de la Zarza
Pour les articles homonymes, voir Zarza et Jandía (homonymie).
Le pic de la Zarza (en espagnol pico de la Zarza), ou pic de Jandía, est le point culminant de l'île de Fuerteventura, dans les îles Canaries, avec une altitude de 814 mètres. Il est situé sur le territoire de la commune de Pájara.

## Géographie
Située dans le parc naturel de Jandía, au centre de la péninsule de Jandía connectée au reste de l'île par l'isthme de La Pared, le pic de la Zarza s'élève à 814 mètres.
Le sommet est accessible à pied par un sentier de crête.

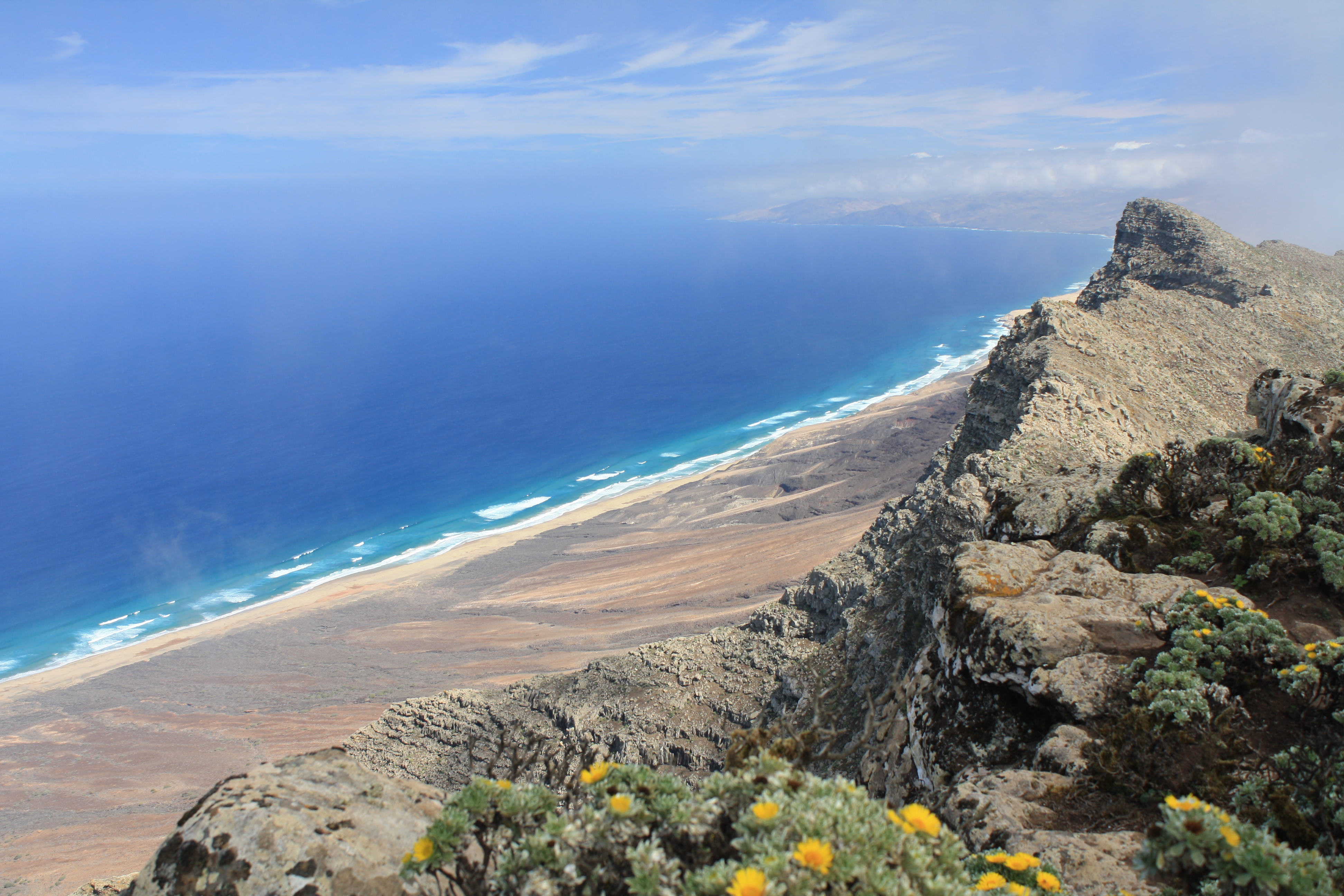
Vue vers le nord-est depuis le sommet.
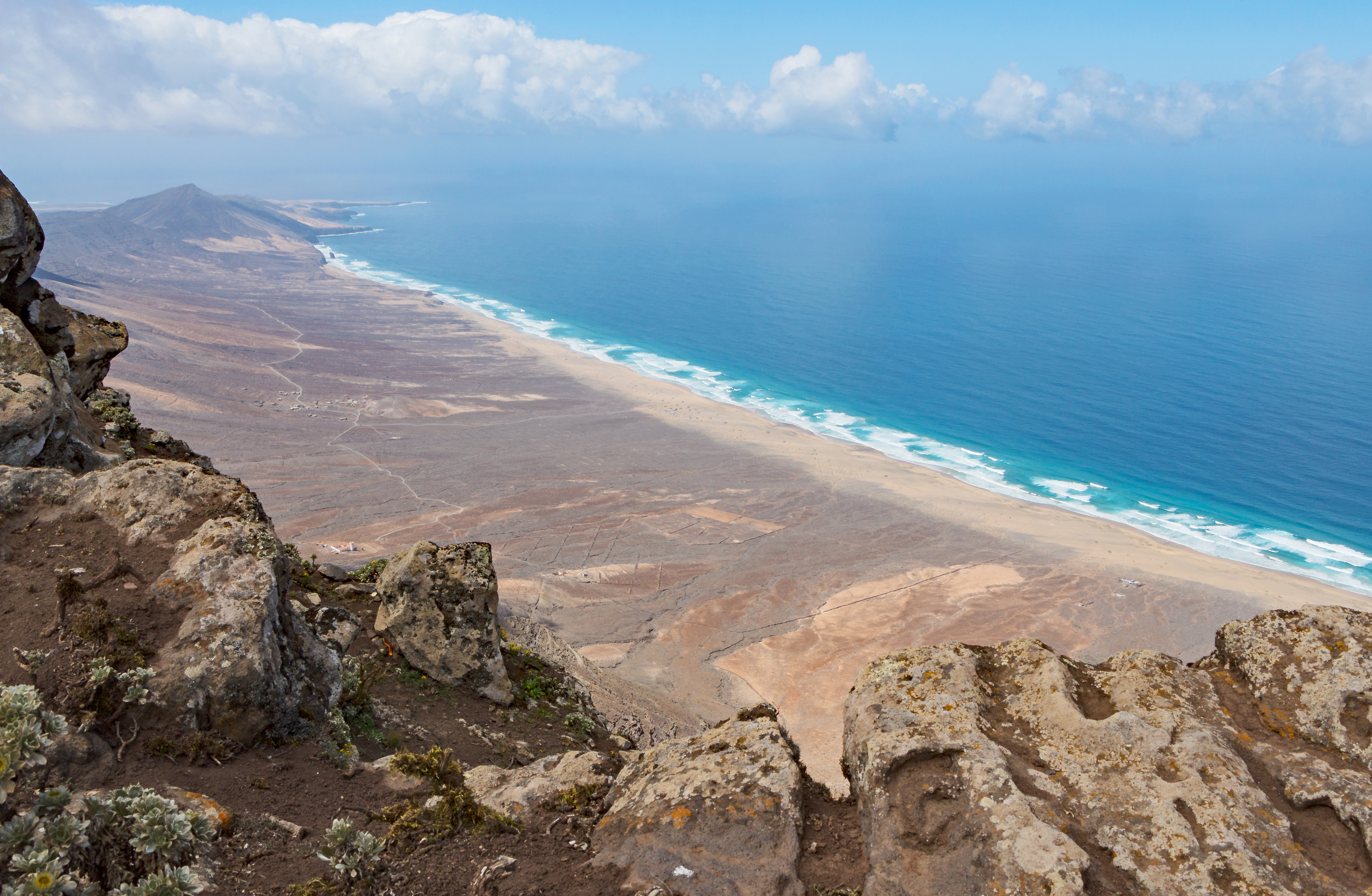
Vue vers le sud-ouest depuis le sommet.